# Dark Ballet
Pistes de Madame X
Medellín
(1) God Control
(3)
Dark Ballet est un single du 14e album studio de Madonna, Madame X, dont elle est la deuxième piste.
Il est sorti le 7 juin 2019 en tant que deuxième single promotionnel de l’album. Écrite et produite par Madonna et son collaborateur de longue date Mirwais, la chanson contient un sample de Casse-Noisette (1892) de Piotr Ilitch Tchaïkovski, et a été inspirée par la figure historique Jeanne d’Arc. C’est une ballade expérimentale pop et électro-gospel pour piano, avec l’utilisation de vocoder sur sa voix et des paroles sur la rébellion contre le patriarcat.
« Dark Ballet » a reçu des critiques généralement positives de la part des critiques musicaux, qui l’ont considéré comme un point culminant de Madame X, ainsi que l’une des chansons les plus étranges et les plus expérimentales de Madonna.
Au Royaume-Uni, « Dark Ballet » a culminé à la 83e place du classement officiel des téléchargements. Un clip vidéo, réalisé par le réalisateur Emmanuel Adjei, est sorti le 7 juin 2019. Il met en vedette le rappeur Mykki Blanco jouant Jeanne d’Arc. Madonna a interprété pour la première fois « Dark Ballet » lors du Met Gala 2018, connu alors sous le nom de « Beautiful Game », et en tant que deuxième numéro de sa tournée Madame X Tour 2019-2020.

## Contexte et composition

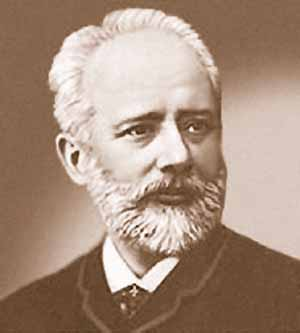
« Dark Ballet » contient un sample de Casse-Noisette (1892) de Piotr Ilitch Tchaïkovski...

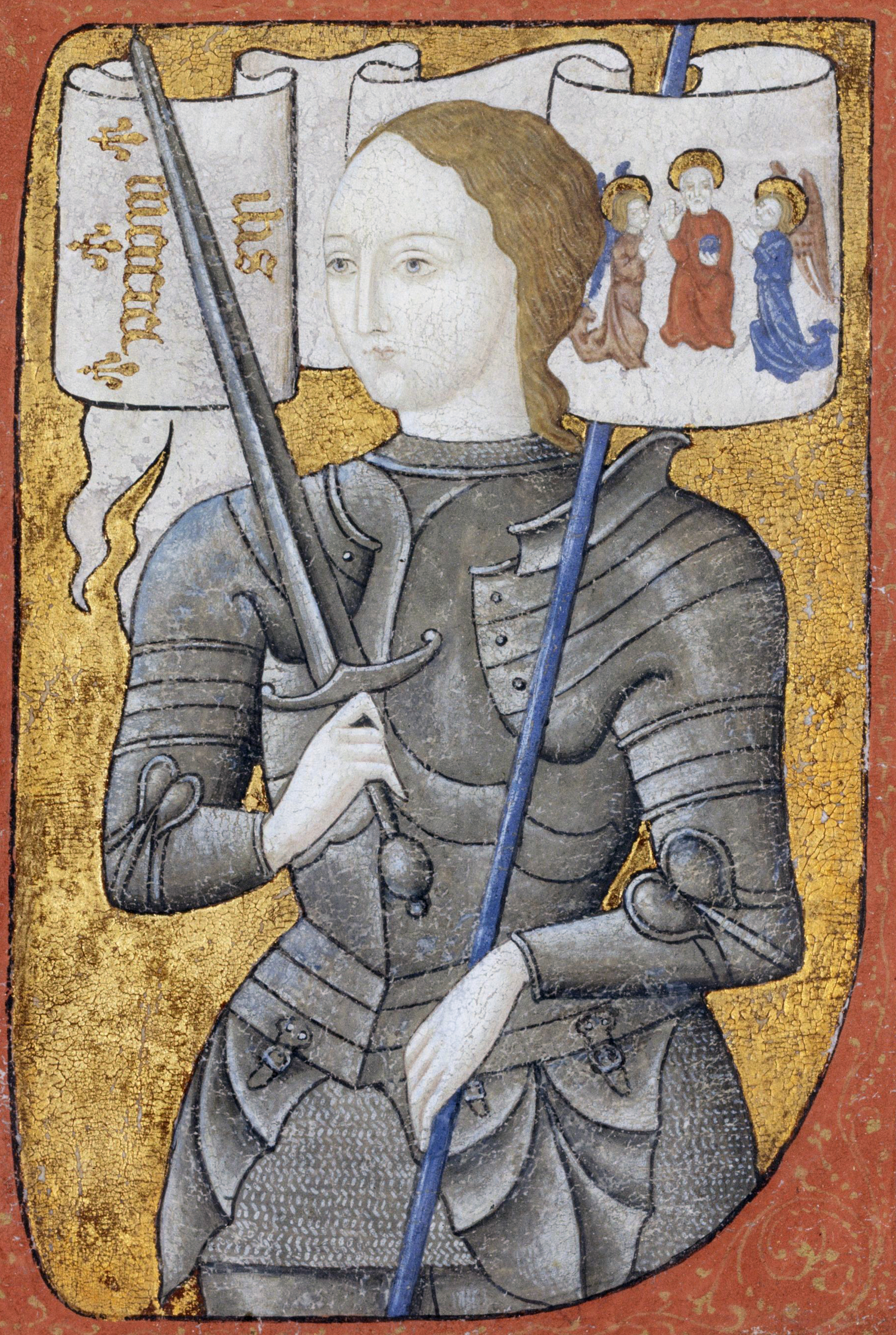
... et a été inspiré par Jeanne d’Arc.

En 2017, Madonna a déménagé à Lisbonne, au Portugal, à la recherche d’une académie de football de premier plan pour son fils David, qui voulait devenir un joueur de football professionnel. Alors qu’elle vit en ville, elle commence à rencontrer des artistes, des peintres et des musiciens, qui l’invitent à des « séances de salon ». Lors de ces séances, ils apportaient de la nourriture, s’asseyaient autour de la table et les musiciens commençaient à jouer des instruments, chantant du fado et de la samba. Se retrouvant « connectée par la musique », la chanteuse décide de créer un album ; « J’ai trouvé ma tribu [à Lisbonne] et un monde magique de musiciens incroyables qui ont renforcé ma conviction que la musique à travers le monde est vraiment connectée et est l’âme de l’univers »,.
Le 15 avril 2019, Madonna a révélé « Madame X » comme titre de l’album. Pour l’album, elle a travaillé avec Mirwais, son collaborateur de longue date, qui avait déjà travaillé sur ses albums Music (2000), American Life  (2003) et Confessions on a Dance Floor (2005), ainsi que Mike Dean, qui était producteur sur Rebel Heart  (2015) et Diplo.
« Dark Ballet » a été écrit et produit par Madonna et Mirwais, et échantillonne Casse-Noisette de Piotr Ilitch Tchaïkovski (1892). Il a été décrit comme une ballade expérimentale pop et électro-gospel piano, avec les voix utilisant un vocodeur, et des paroles qui traitent de la foi du chanteur et de « croisade à vie contre les forces patriarcales de la religion, du genre et de la célébrité »,.
Dans le couplet d’ouverture, Madonna chante avec « une confiance énergique » la phrase « Je peux m’habiller comme un garçon / Je peux m’habiller comme une fille » et, d’un ton ironique, comment « notre monde est obsédé par la célébrité ». Après un intermède au piano, il se transforme en un fragment « sinistre » et « mutilé, glitching » de « La Danse des tuyaux de roseaux » de Casse-Noisette, dans lequel Madonna chante d’une voix robotique fortement éditée « Je ne dénoncerai pas les choses que j’ai dites/Je ne renoncerai pas à ma foi en mon doux Seigneur »,.
Cette dernière partie, selon Stephen Thomas Erlewine d’AllMusic, évoque le film Orange mécanique de Stanley Kubrick de 1971. Madonna prononce alors la phrase « La tempête n’est pas dans l’air/elle est à l’intérieur de nous ». La chanson se termine avec les filles de Madonna, Stella et Estere, soufflant de l’air à travers leurs lèvres, simulant le vent. Madonna a déclaré que l’inspiration principale de la chanson était Jeanne d’Arc.
Lors d’une interview avec Rolling Stone, elle a expliqué que même après que Jeanne d’Arc ait remporté le combat contre les Anglais, les Français n’étaient pas contents et l’ont « jugée ». « Ils ont affirmé qu’elle était un homme, une lesbienne, une sorcière, et l’ont « brûlée sur le bûcher », bien qu’elle soit intrépide. Madonna a conclu : « J’admire ça » .
« Dark Ballet » est sorti le dernier single promotionnel de Madame X, le 7 juin 2019.

## Réception
« Dark Ballet » a reçu des critiques généralement positives de la part des critiques musicaux.
- Stephen Thomas Erlewine d’AllMusic l’a considéré comme un « numéro inquiétant » et l’un des points forts de Madame X[9].
- El Hunt de NME a déclaré que c’était « aussi méchant et inquiétant que les moments les plus sombres de Ray of Light», et l’a comparé au single de 2002 de la chanteuse « Die Another Day»[11].
- Sal Cinquemani de Slant Magazine a qualifié son thème lyrique de «kafkaïen»[7]. Toujours de Slant Magazine, Alexa Camp a salué le morceau pour être « ambitieux », ainsi que « un rappel de la magie farfelue que Madonna et Mirwais sont capables de cuisiner ensemble »[14].
- Jeremy Helligar de Variety l’a considéré, avec God Control, comme l’un des moments de Madame X où « la vraie bizarrerie s’installe », et « la Madonna la plus proche peut jamais venir à sa propre 'Bohemian Rhapsody' »[14].
- Robbie Barnett du Washington Blade, a écrit que c’était l’un des morceaux « les plus remarquables » de l’album, ainsi qu’une « déclaration audacieuse d’expression artistique extrême »[8].
- Écrivant pour Idolator, Mike Wass l’a qualifié de « peu lourd, mais néanmoins hypnotisant »[15].
- Dans une autre revue, Wass a déclaré qu’il s’agissait du single « le plus expérimental » de la chanteuse.
- Daniel Megarry du Gay Times l’a considérée comme « sans doute la plus bizarre » du catalogue de Madonna, ainsi que la cinquième meilleure chanson de Madame X[16].
- Pour Nicolas Hautman, de Us Weekly, c’est un « numéro sombre et glitchy ».
- Daniel Welsh du HuffPost a déclaré que « Dark Ballet » était la chanson la plus étrange de l’album, où la chanteuse « profite de l’occasion pour faire savoir à ses détracteurs que peu importe ce qui lui est lancé, elle ne reculera pas »[17].
- Louise Bruton de The Irish Times, a déclaré que la chanson est « une position expérimentale contre l’autoritarisme »[18].
- Johnny Coleman, de The Hollywood Reporter, a noté que Madonna « fait une impression décente de Wendy Carlos » sur « Dark Ballet ».
- Sean Maunier, de Metro Weekly, l’a qualifié de « piste étrange et contagieuse »[19].
- Jaime Tabberer, de Gay Star News, l’a comparé aux précédents singles de Madonna "Human Nature" (1995) et " What It Feels Like for a Girl" (2001), car les trois chansons dégagent « la même attitude féroce » et abordent les thèmes de la discrimination et du sexisme.
- Michael Arceneaux de NBC News l’a qualifié de « bizarrerie » de l’album[20].
- Sur une critique négative, Rich Juzwiak de Pitchfork a déclaré que « la morosité 808 de 'Dark Ballet' [...] est horrible »[21].
- Mark Kennedy du Chicago Sun-Times a écrit que la chanson « commence assez prometteuse mais dérive dans une pile modifiée par ordinateur de slogans confus et inutiles »[22].

Au Royaume-Uni, « Dark Ballet » a culminé à la 83e place du classement officiel des téléchargements la semaine du 14 juin.

## Clip vidéo
Le clip de « Dark Ballet » est sorti le 7 juin 2019 et a été réalisé par le réalisateur néerlando-ghanéen Emmanuel Adjei. Il mettait en vedette le rappeur américain Mykki Blanco jouant le rôle d’une Jeanne d’Arc transgenre qui se brûle sur le bûcher,. Madonna a rencontré Blanco par l’intermédiaire du producteur Mike Dean et s’est intéressée à travailler avec elle. Après l’avoir contactée, Blanco s’est envolé pour Londres et l’a rencontrée chez elle. Elle lui a fait écouter une version finale de l’album et lui a demandé de représenter Jeanne d’Arc dans la vidéo. Blanco est ouvertement gay et séropositif, et Madonna a senti qu’elle pouvait s’identifier aux luttes de Joan; « Si vous aviez existé comme vous à son époque, vous auriez également été brûlée sur le bûcher », lui a-t-elle dit. Selon Blanco, Madonna a servi de co-réalisatrice et a même travaillé sur la chorégraphie, la cinématographie et la conception des costumes, mais n’a pas été créditée. Le 5 juin, elle a partagé deux aperçus de la vidéo sur son compte Instagram : l’un la montrait portant un voile, entrecoupé d’iconographie religieuse, tandis que l’autre représentait Blanco brûlé.
La vidéo s’ouvre sur une citation de Jeanne d’Arc : « Une vie est tout ce que nous avons et nous la vivons comme nous croyons en la vivant. Mais sacrifier ce que l’on est et vivre sans croyance, c’est un destin plus terrible que de mourir ». Raconté dans un récit non linéaire, il commence avec Blanco retenu captif dans une cellule de pierre, elle porte une robe blanche sale avec ses poignets liés. Elle est ensuite conduite par des ecclésiastiques « au visage de pierre » jusqu’à son exécution alors qu’elle chante sur les paroles,. Blanco est ensuite vu en train de danser, d’abord dans une cathédrale vêtu d’un corset en or, semblable à celui que Madonna portait lors de son Blond Ambition World Tour (1990), suppliant les hommes de l’épargner, puis à un autel. Le dernier plan est celui d’une Blanco nue, la tête rasée, brûlée sur le bûcher tandis qu’une bande de religieuses voilées, dont Madonna, regardent d’en bas,. La vidéo se termine par une citation « inspirante » de Blanco : « J’ai marché sur cette terre, noire, queer et séropositive, mais aucune transgression contre moi n’a été aussi puissante que l’espoir que je garde en moi ».
Il a reçu des critiques positives de la part des critiques. Althea Legaspi de Rolling Stone, l’a qualifié de « cinématographique ». Alexa Camp a noté un plan « clignez des yeux et vous le manquerez » du film de Carl Theodor Dreyer de 1928 « La Passion de Jeanne d’Arc »  au tout début. Elle a également vu des similitudes avec la vidéo de Madonna de 1989 pour Like a Prayer, « en particulier dans l’utilisation de l’imagerie religieuse et l’histoire tournant autour d’une personne noire persécutée ». Camp a conclu qu’en présentant une personne de couleur et non elle-même comme « l’opprimé », Madonna soulignait « l’impact disproportionné du patriarcat sur les minorités ». Pour Justin Moran de Paper, « la version [de Mykki Blanco] de Jeanne d’Arc reflète la façon dont son propre quotidien savoure l’entre-deux », soulignant également l’absence de la chanteuse dans la vidéo. Mike Wass a salué la vidéo comme un « cauchemar gothique » et « étrange ». Selon Chloe Melas de CNN, la vidéo était « une nouvelle preuve que Madonna n’a jamais eu peur de repousser les limites ».
En juin 2019, il a été nommé par Billboard comme l’un des « 20 meilleurs clips vidéo de 2019 (jusqu’à présent) ».

## Performances en direct
Madonna a interprété pour la première fois « Dark Ballet », connu alors sous le nom de « Beautiful Game », au Met Gala 2018,. Après avoir chanté « Like a Prayer » et une reprise de «Hallelujah» de Leonard Cohen, elle a commencé à chanter la chanson vêtue d’un corset et d’un accessoire de bras métallique, ses cheveux ont été tressés et séparés au centre,.
Plusieurs danseurs, portant des costumes similaires, ont exécuté une chorégraphie qui semblait contrôler et restreindre ses mouvements. Un fragment de « Dark Ballet » a été inclus lors de la performance de Madonna de "Future" et « Like a Prayer » au Concours Eurovision de la chanson 2019,. La chanson a ensuite été incluse dans le Madame X Tour de la chanteuse (de 2019 à 2020), où elle était la deuxième chanson de la setlist. La performance comportait « des références à Jeanne d’Arc, des vêtements religieux et des batailles avec des danseurs portant des masques à gaz rappelant les souris dans Casse-Noisette», ainsi qu’une panne de ballet à mi-chemin,. À un moment donné, la chanteuse se fait pousser d’un piano par l’un des danseurs. Joe Lynch de Billboard a fait l’éloge du « mélange convaincant d’iconographie chrétienne et d’apparat païen » du numéro.
Le 8 octobre 2021, Madonna est apparue lors du Tonight Show Starring Jimmy Fallon pour promouvoir le film de la tournée Madame X et plus tard, elle a fait une performance surprise à Harlem en chantant « Dark Ballet », « Crazy », « Sodade » et "La Isla Bonita" au Red Rooster, et plus tard a marché dans les rues en chantant "Like a Prayer" devant l’église épiscopale St. Andrew.

## Crédits et personnel
- Madonna – scénariste, chant, producteur
- Mirwais – scénariste, producteur

Crédits et personnel adaptés des notes de pochette de l’album Madame X.